# Bondoraszó
Bondoraszó (románul Budureasa, németül: Buderatz) település Romániában, Bihar megyében.

## Nevének eredete
Neve a ’dac’ jelentésű román but szóból származik.

## Fekvése
Bihar megye legdélkeletibb települése, Belényestől 12 km-re délkeletre található. A Bihar-hegység lábainál, a Belényesi-medence legkeletibb részén, a Fekete-Körösbe ömlő Nyimesdi-patak mentén, a Nagyvölgyben fekszik, 300–500 m magas dombokkal körülvéve. Fekvésének köszönhetően a település területén számos patak található. Tipikus hegyvidéki völgytalpi útifalu.
mestere ma Ioan Oancea, Bondoraszó faluból.

## Éghajlata
A vidék éghajlata hegyvidéki, az évi átlaghőmérséklet mindössze 7,4–9,15 °C körül mozog. A leghidegebb rendszerint januárban van, ekkor az átlaghőmérséklet -4 °C, míg a legmelegebb júliusban van, ekkor 18 °C az átlag. A falu közelében, a Vlegyásza-csúcs oldalában, 1102 m-es magasságban meteorológiai állomás működik.

## Története
1583-ban Budwduraz, 1588-ban Bwduraz néven említették először, első telepesei románajkúak voltak. Ekkor még az Erdélyi Fejedelemség része volt, a burdai krajniksághoz tartozott. 1660-ban, amikor a törökök elfoglalták Nagyváradot, Belényes és a környékén levő falvak is török uralom alá kerültek, akik a meghódított területeken megszervezték a Váradi Pasaságot. Ez egészen 1686-ig állt fenn, amikor Habsburg-kézre került. A 17. század végén gróf Gyulay Ferenc birtoka lett, a 18–19. század folyamán pedig a nagyváradi görögkatolikus püspökség volt a település földesura.
A falu lakossága 1784-ben aktívan részt vett a Horea-felkelésben.
A falu az 1876-os megyerendezéstől kezdve a trianoni békeszerződésig Bihar vármegye Belényesi járásához tartozott. Az első világháborúban összesen 34 lakos esett el az osztrák–magyar hadsereg kötelékében. Az 1918-as gyulafehérvári nemzetgyűlésre a falu is küldött képviselőket, itt nyilvánították ki Erdély csatlakozását Romániához. A második világháború során újabb 31 fő vesztette életét a csatatereken. A két világháború áldozatainak emlékére 1992-ben emeltek emlékművet.

## Lakossága
1910-ben 1072-en lakták, ebből 1001 román, 47 cigány, 17 magyar, 7 ukrán volt.
2002-ben 1574 lakosa volt, melyből 1111 román, 459 cigány, 4 magyar volt.
A lakosság fő jövedelemforrása a gyümölcstermesztés, mezőgazdaság és fafeldolgozás. A településen jelenleg öt óvoda, öt iskola működik 1–4. osztályokkal, valamint egy iskola 5–8. osztályokkal.

## Népművészet
A Bondoraszó-i kelengyés láda:
A régi időkben egy ház bútorzatának legegyedibb darabja a kelengyés láda volt, melyet az asztalfőn helyeztek el, az ablakok alatt. A kelengyés ládára házasság révén tettek szert, és az mindenkor a család anyagi helyzetét volt hivatott tükrözni. A formák és a díszítések révén lehetőség adódott a mesterek azonosítására, különös tekintettel a bondoraszóiakra, de jellegzetesek voltak a kereszélyi és vasaskőfalvai mesterek munkái is. A térség legismertebb
mestere ma Ioan Oancea, Bondoraszó faluból.